# Imagine Me & You
Imagine Me & You (br: Imagine Eu e Você / pt: Imagina Só...) é um filme britânico-alemão de comédia dramática romântica de 2005, realizado por Ol Parker, com Piper Perabo e Lena Headey, com Matthew Goode, Celia Imrie, e Anthony Head. Retrata a história de Rachel (Piper Perabo), que se apaixona no dia do seu casamento, mas não pelo noivo.
O filme leva o título da primeira fala da música "Happy Together". O escritor e diretor Parker revela no comentário de áudio do DVD que o filme foi originalmente intitulado Click, termo francês para amor à primeira vista, mas os conflitos com o filme de Adam Sandler de 2006 Click exigiram a mudança de nome.

## Sinopse
O filme inicia com o casamento de Rachel (Piper Perabo) e Heck (Matthew Goode). Quando Rachel entra na igreja vê por momentos Luce (Lena Headey), a florista do seu casamento contratada por Heck, uma lésbica assumida. Este é o momento em que Rachel se apaixona, mas não pelo seu noivo. Luce desenvolve uma amizade com a pequena H, irmã de Rachel, o que leva à proximidade de Luce à família e a Rachel. A partir daí instala-se a confusão de sentimentos e incertezas em Rachel em relação ao amor.O executivo Heck e a bela Rachel formam um jovem casal prestes a dizer sim, quando um encontro inesperado vira o mundo dela de cabeça para baixo. Não culpe a moça! E se você descobrisse que a pessoa que foi feita para passar o resto da vida ao seu lado, não é aquela que está com você? Uma história hilária com um pitada de encontros e desencontros, bem comuns aqueles que já se aproximaram à primeira vista. Imagine Eu e Você mostra que o caminho do amor nem sempre é aqueles que imaginamos. Mas é trocado de um jeito ou de outro

## Elenco
- Piper Perabo — Rachel
- Lena Headey — Luce
- Matthew Goode — Hector "Heck"
- Celia Imrie — Tessa
- Anthony Head — Ned
- Darren Boyd — Cooper "Coop"
- Sue Johnston — Ella
- Boo Jackson — Henrietta "H"
- Sharon Horgan — Beth
- Eva Birthistle — Edie
- Vinette Robinson — Zina
- Ben Miles — Rob
- Mona Hammond — Sra. Edwards
- Rick Warden — Gordon
- Angel Coulby — Anna

## Recepção

### Bilheteria
Em 27 de janeiro de 2006, o filme estreou em 106 cinemas nos Estados Unidos. No final de semana de estreia, o filme arrecadou US$51,907. Ficou oito semanas nos cinemas nos Estados Unidos e arrecadou US$672,243 no total. Na Holanda, o filme arrecadou mais de €97,470, estreando em #10 em sua segunda semana. Mundialmente, o filme arrecadou mais de US$2,635,305.

### Resposta da crítica
Imagine Me & You tem uma classificação de aprovação de 34% no site agregador de críticas de filmes Rotten Tomatoes, com base em 98 críticas, com uma classificação média de 5/10. O consenso diz: "Além de seu tema lésbico, Imagine Me & You só pode oferecer mais dos mesmos clichês genéricos de comédia romântica". Metacritic relata uma pontuação de 49/100 com base nas avaliações de 25 críticos, indicando "avaliações mistas ou médias".
A resposta crítica dos sites gays tem sido extremamente positiva: Autostraddle classificou o filme em 18º lugar em sua lista dos 103 melhores filmes lésbicos de todos os tempos.
Luce e Rachel foram ambas incluídas no Top 50 de personagens lésbicas e bissexuais do AfterEllen.com.